# Воздвиженский сельсовет (Новосибирская область)
Воздвиженский сельсовет — сельское поселение в Чулымском районе Новосибирской области Российской Федерации.
Административный центр — посёлок Воздвиженский.

## История
Статус и границы сельского поселения установлены Законом Новосибирской области от 2 июня 2004 года № 200-ОЗ «О статусе и границах муниципальных образований Новосибирской области»

## Население
| 2002 | 2010 | 2012 | 2013 | 2014 | 2015 | 2016 |
| ---- | ---- | ---- | ---- | ---- | ---- | ---- |
| 823  | ↘697 | ↘694 | ↘681 | ↘672 | ↘644 | ↘639 |
| 2017 | 2018 | 2019 | 2020 | 2021 |      |      |
| ↘608 | ↘598 | ↘585 | ↘575 | ↘564 |      |      |

## Состав сельского поселения
| № | Населённый пункт | Тип населённого пункта          | Население |
| - | ---------------- | ------------------------------- | --------- |
| 1 | Воздвиженский    | посёлок, административный центр | ↘680      |
| 2 | Зимовка          | посёлок                         | ↘17       |